# كوون نارا (ممثلة)
كوون نارا (هانغل:권나라) هي مغنية وممثلة من كوريا الجنوبية ظهرت لأول مرة في فرقة الفتيات الكورية هيلو فينوس عام 2012.

## أعمالها

### مسلسلات تلفزيونية[4]
| عام  | عنوان                        | الدور           | القناة        |
| ---- | ---------------------------- | --------------- | ------------- |
| 2012 | كن حذرا منا                  | ثانوي           | إس بي إس      |
| 2013 | بعد المدرسة ، محظوظ أم لا "  | ثانوي           | Naver TV Cast |
| 2014 | احتاج الرومانسية موسم 3      | ثانوي           | تي في إن      |
| 2014 | سيدة ماكرة                   | ثانوي           | إم بي سي      |
| 2014 | بعد المدرسة ، محظوظ أم لا "2 | مال سون (ثانوي) | Naver TV Cast |
| 2016 | الفنان                       | سونغ هي (ثانوي) | إس بي إس      |
| 2017 | الشريك المريب                | تشا يو جونغ     | إس بي إس      |
| 2018 | سيدي                         | تشوي يو را      | تي في إن      |
| 2018 | فخامتك                       | جوو أيون        | إس بي إس      |
| 2019 | طبيب سجين                    | هان سو جيون     | كي بي إس 2    |
| 2020 | إتايوان كلاس                 | أوه سو أه       | جي تي بي سي   |
| 2020 | العميل السري الملكي          | هونغ داي اين    | كي بي إس 2    |
| 2021 | بولغاسال: أرواح خالدة        | مين سانغ وون    | تي في إن      |
| 2024 | استوديو الصور الليلي         | هان بوم         | اي ان ا       |

### مسلسلات ويب
| عام  | عنوان                       | الدور      | ملاحظة  | Ref.  |
| ---- | --------------------------- | ---------- | ------- | ----- |
| 2013 | بعد المدرسة – محظوظ أم لا   |            | الكاميو |       |
| 2014 | بعد المدرسة – محظوظ أم لا 2 | مال سون    | الكاميو |       |
| 2025 | تقليد                       | مون يو-بين |         | [ 9 ] |

#### أفلامها
| عام  | عنوان          | الدور                    | ملاحظة    | مرجع   |
| ---- | -------------- | ------------------------ | --------- | ------ |
| 2006 | السيد ، الاحمق | فتاة في المدرسة الثانوية | ثانوي     |        |
| 2016 | خيال الفتيات   | ها نام                   | دور رئيسي | [ 10 ] |

### برامج
| عام  | عنوان        | الدور             | الشبكة | المراجع |
| ---- | ------------ | ----------------- | ------ | ------- |
| 2022 | الشباب إم تي | عضوة فريق التمثيل | تيفينج | [ 11 ]  |

## روابط خارجية
كوون نارا على موقع IMDb (الإنجليزية)
- كوون نارا على موقع ميوزك برينز (الإنجليزية)
- كوون نارا على موقع قاعدة بيانات الفيلم (الإنجليزية)